# Danza de los Viejitos

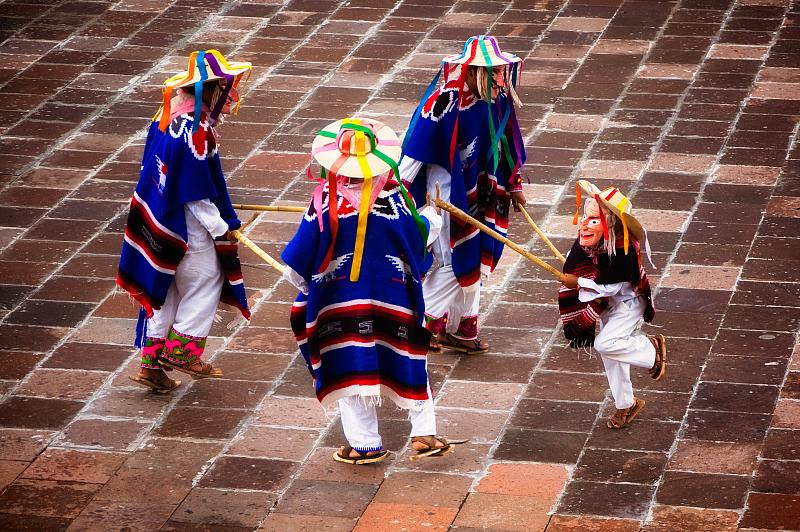
Danza de los Viejitos

La danza de los Viejitos (danse du vieil homme) est une danse indigène p'urhépecha dans laquelle des vieillards dansent autour d'un feu de camp à la tombée de la nuit.
La danse, originaire du Michoacán au Mexique, dérive d'une ancienne tradition. C'est une parodie des descendants des Conquistadors.
La danse met en scène la sagesse et l'expérience des anciens. Les danseurs portent en général un masque de vieillard.